# 大水乡 (桂东县)
大水乡原属湖南省桂东县下辖乡，2012年5月撤销。所辖东风、新柳2个行政村成建制并入四都镇；古岭、建林、云里3个行政村并入沙田镇。

## 历史沿革
相传，古时曾发生过一次大洪水，洪水贯穿整个山脉、村庄，一条大水江从四都南下纵贯境内，故名大水江。民国时属永安乡，1949年后属第三区，1952年属第六区，1958年属五星公社。1961年改设大水公社，1962年改设西边山公社，1964年复为改设大水公社（一说1965年改设大水公社），1984年改为大水乡；全乡总面积42.7平方公里。 撤销前大水乡行政区划代码431027212；下辖古岭、东风、新柳、建林、云里5个村，共42个村民小组。